# Poot (theater)
Poten zijn verticale delen van de afstopping in het theater. Het zijn hoge gordijnen, meestal van zwarte of donkerblauwe stof. 
Ze hangen achter elkaar, zowel links als rechts op het toneel, en hebben een vergelijkbaar effect als lamellen. Ze zorgen ervoor dat het publiek niet kan zien wat zich in de coulissen afspeelt. Een acteur kan tussen de poten gaan staan, klaar om op te komen, zodat hij wel kan zien wat er op het toneel gebeurt, maar voor het publiek onzichtbaar blijft.